# Vincent Gotti
 (mars 2021).
Pour les articles homonymes, voir Gotti (homonymie).
Vincent Gotti est né en 1952 de John et Fannie Gotti. Il a eu quatre frères, John Jr, Peter, Gene et Richard, tous impliqués dans la mafia.
Contrairement à ses frères, Vincent n'est pas membre à part entière de la famille Gambino, mais il en est un associé. Il n'a jamais pu devenir membre de la famille à cause de sa dépendance à la cocaïne jusqu'en 2002, date de la mort de son frère John Gotti, parrain de la famille. À cette date, son frère, Peter, devient le nouveau parrain de la famille et y introduit son plus jeune frère en tant que soldat. Il le fait participer à une activité à taux usuraire.
Il a été trafiquant de cocaïne la majeure partie de sa vie.